# بهارکاتی
بهارکاتی (به لاتین: Baharkati) یک روستا در بنگلادش است که در استان باریسال و در ناحیه باریسال واقع شده است.